# John Ajvide Lindqvist
Pour les articles homonymes, voir Lindqvist.
Œuvres principales
- Laisse-moi entrer

John Ajvide Lindqvist, né le 2 décembre 1968 à Blackeberg à Stockholm, est un romancier suédois.
Il est notamment connu pour son roman horrifique Låt den rätte komma in (Laisse-moi entrer) qui est adapté dans les films Morse (2008) et Laisse-moi entrer (2010).

## Biographie
Ajvide Lindqvist est né et a grandi à Blackeberg, une banlieue de Stockholm. Adolescent, Ajvide Lindqvist fait de la magie de rue sur la  Västerlånggatan à Stockholm. Avant de devenir écrivain, Ajvide Lindqvist a travaillé pendant 12 ans en tant que magicien et humoriste de stand-up.

## Œuvres

### Romans
- Laisse-moi entrer, Télémaque, 2010 ((sv) Låt den rätte komma in, 2004), trad. Carine Bruy  (ISBN 978-2753300972)Réédition au format poche, Milady, 2011
- Le Retour des morts, Télémaque, 2012 ((sv) Hanteringen av odöda, 2005)
- (sv) Pappersväggar, 2006
- (sv) Människohamn, 2008
- (sv) Ansiktsburk av Erik Pettersson, 2009
- (sv) Lilla stjärna, 2010
- (sv) Låt de gamla drömmarna dö, 2011
- (sv) Tjärven, 2011
- (sv) Sulky och Bebbe regerar okej, 2012Écrit avec Mia Ajvide.

## Adaptations au cinéma
- 2008 : Morse (Låt den rätte komma in), film suédois réalisé par Tomas Alfredson
- 2010 : Laisse-moi entrer (Let Me In), film américano-britannique réalisé par Matt Reeves
- 2018 : Border (Gräns), film suédois réalisé par Ali Abbasi
- 2024 : Håndtering av udøde , un film norvégien réalisé par Thea Hvistendahl.